# Обь (город)
Обь — город в Новосибирской области Российской Федерации.
Свою биографию город начинает с деревни Толмачево, которая получила развитие со строительством железнодорожного моста через реку Обь в 1893—1897 гг. Город областного значения.
Глава администрации — Павел Буковинин (с февраля 2020 г.). День города — третья суббота июня. Население — 30 369 чел. (2021).
Вместе с ещё одним населённым пунктом (3307 км) образует муниципальное образование город Обь со статусом городского округа.

## География
Город расположен на востоке Барабинской низменности, в 5 км к западу от Новосибирска и связан с ним железной и автомобильной дорогами. Входит в Новосибирскую агломерацию. Железнодорожная станция на Транссибирской магистрали.
Площадь города по данным на 2008 год — 21,95 км².

### Часовой пояс
Обь находится в часовой зоне МСК+4. Смещение применяемого времени относительно UTC составляет +7:00.

### Климат
Преобладает континентальный климат. Январь самый холодный месяц в году со средней температурой -17.2 °C. Июль самый тёплый месяц в году со средней температурой +20.4 °C.
Среднегодовая норма осадков — 435 мм.

## История
В 1895 г. рядом с деревней Толмачёво была построена железнодорожная станция Обь, на которую приходили поезда со станции Омск. После в 1896 году началось строительство паровозного депо, водонапорной башни.
Населённый пункт возник как посёлок при станции, названной по расположенному рядом селу Толмачёво, в 1934 году был переименован в Обь, хотя река Обь находится в 10 км от города.
В период с 22 июня 1941 года по 1 апреля 1944 года здесь базировался 19-й запасной истребительный авиационный полк 5-й запасной  авиационной бригады, занимавшийся обучением, переподготовкой и переучиванием лётного состава строевых частей ВВС РККА в период боевых действий во время Великой Отечественной войны, осуществляя подготовку маршевых полков и отдельных экипажей на самолётах ЛаГГ-3, Як-7б, Як-9 и Як-3.
В 1947 году стал посёлком городского типа, в 1969 году получил статус города, а в 1989 году стал городом областного подчинения (Указ Президиума Верховного Совета РСФСР от 19 мая 1989 года).

## Население
| 1959    | 1970    | 1979    | 1989    | 1996    | 1998    | 2000    | 2001    |
| ------- | ------- | ------- | ------- | ------- | ------- | ------- | ------- |
| 14 915  | ↗21 948 | ↗24 399 | ↗25 014 | ↗26 300 | ↘26 200 | ↘26 000 | ↘25 900 |
| 2002    | 2005    | 2006    | 2007    | 2008    | 2009    | 2010    | 2011    |
| ↘24 473 | ↗24 800 | ↗24 900 | ↗25 109 | ↘25 100 | ↗25 396 | ↘25 382 | ↗25 400 |
| 2012    | 2013    | 2014    | 2015    | 2016    | 2017    | 2018    | 2019    |
| ↗26 070 | ↗26 792 | ↗27 430 | ↗28 387 | ↗28 913 | ↗29 194 | ↗29 437 | ↗29 739 |
| 2020    | 2021    |         |         |         |         |         |         |
| ↗29 883 | ↗30 369 |         |         |         |         |         |         |

На 1 января 2025 года по численности населения город находился на 480-м месте из 1124 городов Российской Федерации.

## Экономика
Основные предприятия: ОАО «Аэропорт Толмачёво», открывшийся 12 июля 1957 года; ОАО «Авиакомпания „Сибирь“».

## Организации
- МБОУ Средняя общеобразовательная школа №2
- МБОУ Толмачевская школа №60
- МБОУ Средняя общеобразовательная школа №26
- Электронное средство массовой информации "Город Обь Онлайн"
- ООО Обской производственно-перерабатывающий комплекс
- Компания фулфилмента FullSib
- ООО Западносибирская Промышленная Компания

## Спорт
В городе функционирует: мини-футбольное поле, три баскетбольные площадки, теннисное поле, хоккейная коробка, столы для настольного тенниса, два крытых бассейна, также несколько специально оборудованных площадок со спортивными тренажёрами.
Для детского спорта открыты общедоступные секции среди которых: футбольные, баскетбольные, секции каратэ и боевых искусств, профессиональные танцы и гимнастика, волейбольная и хоккейная секция.

## Образование
С 01 сентября 1937 года открыта Толмачёвская средняя школа № 60, которая является одной из основных школ и функционирует по сей день.
В городе находится три средних и одна начальная общая школа. 
Для детей дошкольного возраста открыты семь детских садов. 
Для желающих получить дополнительное образование работает детская школы искусств.

## Достопримечательности
- Музей Боевой славы;
- Храм во имя Тихона Задонского;
- Сквер «Звёздочка»;
- Сквер Молодожёнов;
- Самолёт-музей Ил-86.